# Albert Dermelj
Albert Dermelj, tudi Ali Dermelj, slovenski violinist in pedagog, * 21. junij 1912, Ljubljana, † 23. oktober 1986, Ljubljana.

## Življenje in delo
Violino je najprej študiral na ljubljanskem konservatoriju (mentor Jan Šlais) in ga 1941 končal na zagrebški Glasbeni akademiji (Vaclav Humel). Najprej je bil koncertni mojster v ljubljanski Operi, od 1945 pa v orkestru Radia Ljubljane, med letoma 1948 in 1962 pa v Slovenski filharmoniji. Leta 1962 je postal profesor na Akademiji za glasbo v Ljubljani. Dermelj je bil po 1945 eden vodilnih slovenskih violinistov, veliko je nastopal kot solist in v različnih komornih skupinah (Ljubljanski godalni kvartet, Ljubljanski komorni trio in drugih). Upokojil se je leta 1977. Za svoje delo je prejel številna priznanja, mdr. Red dela z zlatim vencem ter Bettetovo nagrado.